# Kalangketi
Kalangketi is een bestuurslaag in het regentschap Magetan van de provincie Oost-Java, Indonesië. Kalangketi telt 998 inwoners (volkstelling 2010).